# Boiga forsteni
Espèce
Synonymes
- Triglyphodon forsteni 
Duméril, Bibron & Duméril, 1854
- Triglyphodon tessellatum 
Duméril, Bibron & Duméril, 1854
- Dipsas forsteni var. ceylonensis 
Anderson, 1871
- Boiga forsteni haematus 
Deraniyagala, 1955
- Boiga forsteni leucohaematus 
Deraniyagala, 1960

Statut de conservation UICN

 LC  : Préoccupation mineure
Boiga forsteni  est une espèce de serpents de la famille des Colubridae.

## Répartition
Cette espèce se rencontre en Inde (Andhra Pradesh, Bengale-Occidental, Bihar, Gujarat, Kerala, Madhya Pradesh, Maharashtra, Orissa, sud du Rajasthan, Sikkim, Tamil Nadu, Uttar Pradesh et Uttarakhand), au Népal et au Sri Lanka.

## Étymologie
Cette espèce est nommée en l'honneur d'Eltio Alegondas Forsten (1811–1843).

## Description
Boiga forsteni mesure jusqu'à 200 cm. Il s'agit d'une espèce venimeuse. Son dos est gris brun légèrement violacé. Le dessous de sa tête est jaune, le dessous du reste du corps est gris blanchâtre.

## Publication originale
- Duméril, Bibron & Duméril, 1854 : Erpétologie générale ou histoire naturelle complète des reptiles. Tome septième. Deuxième partie, p. 781-1536 (texte intégral).